# Voile aux Jeux olympiques d'été de 1956
Navigation
Helsinki 1952 Rome 1960
Cinq épreuves de voile furent disputées aux Jeux olympiques d'été de 1956 dans la baie de Port Phillip au sud de Melbourne en Australie du 26 novembre au 5 décembre 1956.

## Voiliers olympiques

Finn - Sharpie 12 m - Star - Dragon - 5.5 mJI jauge de 1949 issue de la Jauge internationale

## Tableau des médailles
| Rang | Pays             | Médaille d'or | Médaille d'argent | Médaille de bronze | Total |
| 1    | Suède            | 2             | 0                 | 0                  | 2     |
| 2    | Danemark         | 1             | 1                 | 0                  | 2     |
| 3    | États-Unis       | 1             | 0                 | 1                  | 2     |
| 4    | Nouvelle-Zélande | 1             | 0                 | 0                  | 1     |
| 5    | Royaume-Uni      | 0             | 1                 | 2                  | 3     |
| 6    | Australie        | 0             | 1                 | 1                  | 2     |
| 7    | Belgique         | 0             | 1                 | 0                  | 1     |
| 7    | Italie           | 0             | 1                 | 0                  | 1     |
| 9    | Bahamas          | 0             | 0                 | 1                  | 1     |

## Résultats
| Épreuve       | Or                                                            | Argent                                                                                | Bronze                                                            |
| 5,5 mètres JI | Suède Rush V Lars Thörn Hjalmar Karlsson Sture Stork          | Royaume-Uni Vision Robert Perry Neil Kennedy-Cochran-Patrick John Dillon David Bowker | Australie Buraldoo Jock Sturrock Devereaux Mytton Douglas Buxton  |
| Dragon        | Suède Slaghöken II Folke Bohlin Bengt Palmquist Leif Wikström | Danemark Tip Ole Berntsen Cyril Andresen Christian von Bülow                          | Royaume-Uni Blue Bottle Graham Mann Ronald Backus Jonathan Janson |
| Sharpie 12 m2 | Nouvelle-Zélande Jest Peter Mander Jack Cropp                 | Australie Falcon IV Roland Tasker John Scott                                          | Royaume-Uni Chuckles Jasper Blackall Terence Smith                |
| Finn          | Danemark Paul Bert Elvstrøm                                   | Belgique André Nelis                                                                  | États-Unis John Marvin                                            |
| Star          | États-Unis Kathleen Herbert Williams Lawrence Low             | Italie Merope Agostino Straulino Nicolò Rode                                          | Bahamas Gem IV Durward Knowles Sloan Farrington                   |